# Wassermelone

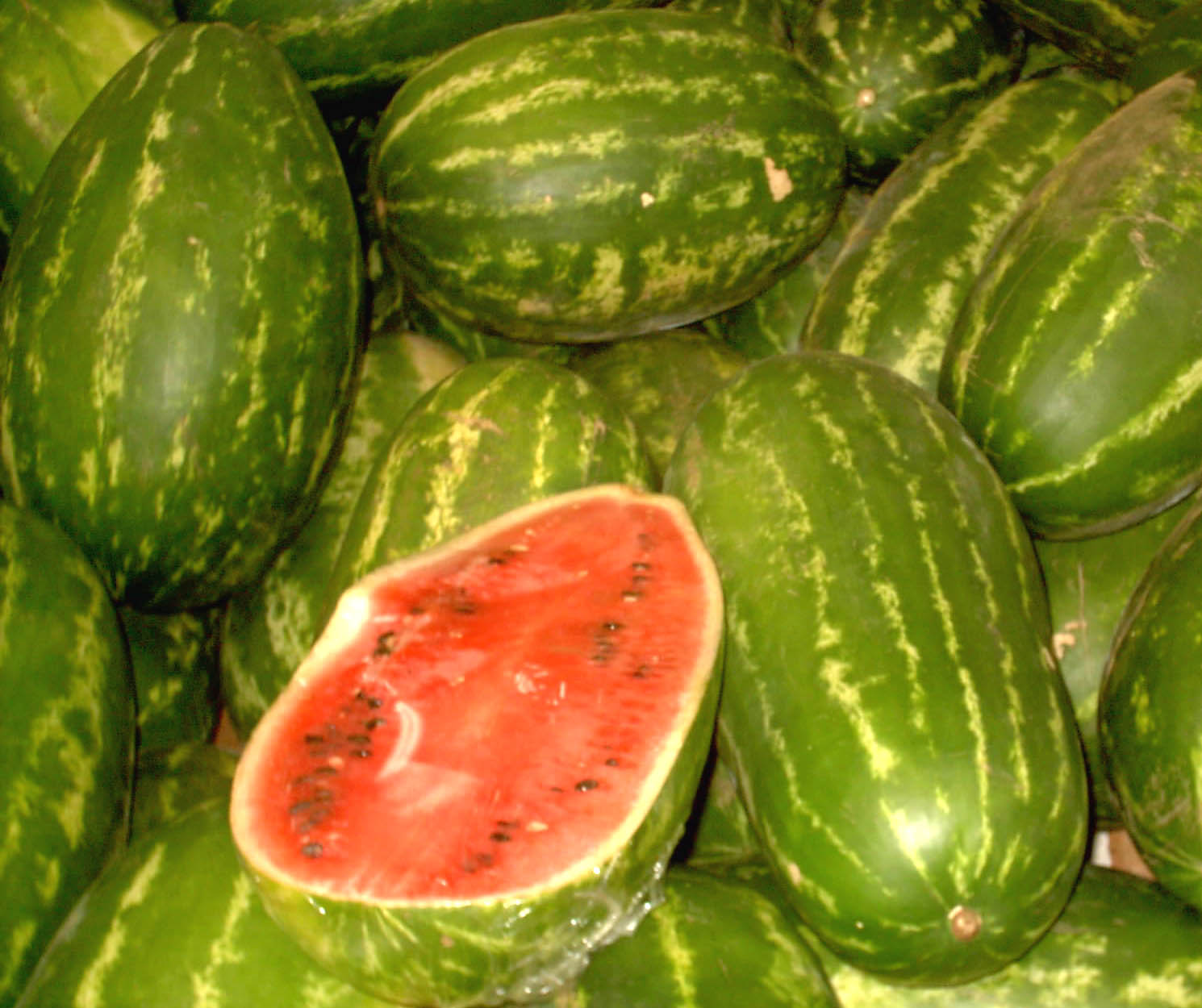
Wassermelonen

Die Wassermelone (Citrullus lanatus), auch Angurie, Arbuse, Pasteke und Zitrullengurke (früheres Synonym: Cucurbita citrullus L.) genannt, ist eine aus Afrika stammende Nutzpflanze, die heute weltweit in warmen Regionen angebaut wird. Die Wildform wird auch Tsamma-Melone genannt. Weltweit werden über 1200 Sorten angebaut, in Genbanken wie der des Wawilow-Instituts in St. Petersburg sind über 3000 archiviert.

## Beschreibung
Die Wassermelone ist eine niederliegende bis kletternde, einjährige, krautige Pflanze. Die Sprossachsen sind dünn, kantig, gefurcht und abstehend steif behaart. Sie besitzen verzweigte Ranken. Die meisten Sorten sind wie die Wildformen stark verzweigt und werden bis zu zehn Meter lang. Einige Zwerg-Wassermelonen-Sorten haben verkürzte Internodien und wachsen eher buschig. Das Wurzelsystem ist weitläufig, aber vorwiegend nahe der Oberfläche.
Die Blätter sind gefiedert, wodurch sie sich von den anderen kultivierten Kürbisgewächsen unterscheiden. Sie sind beidseitig steif behaart.

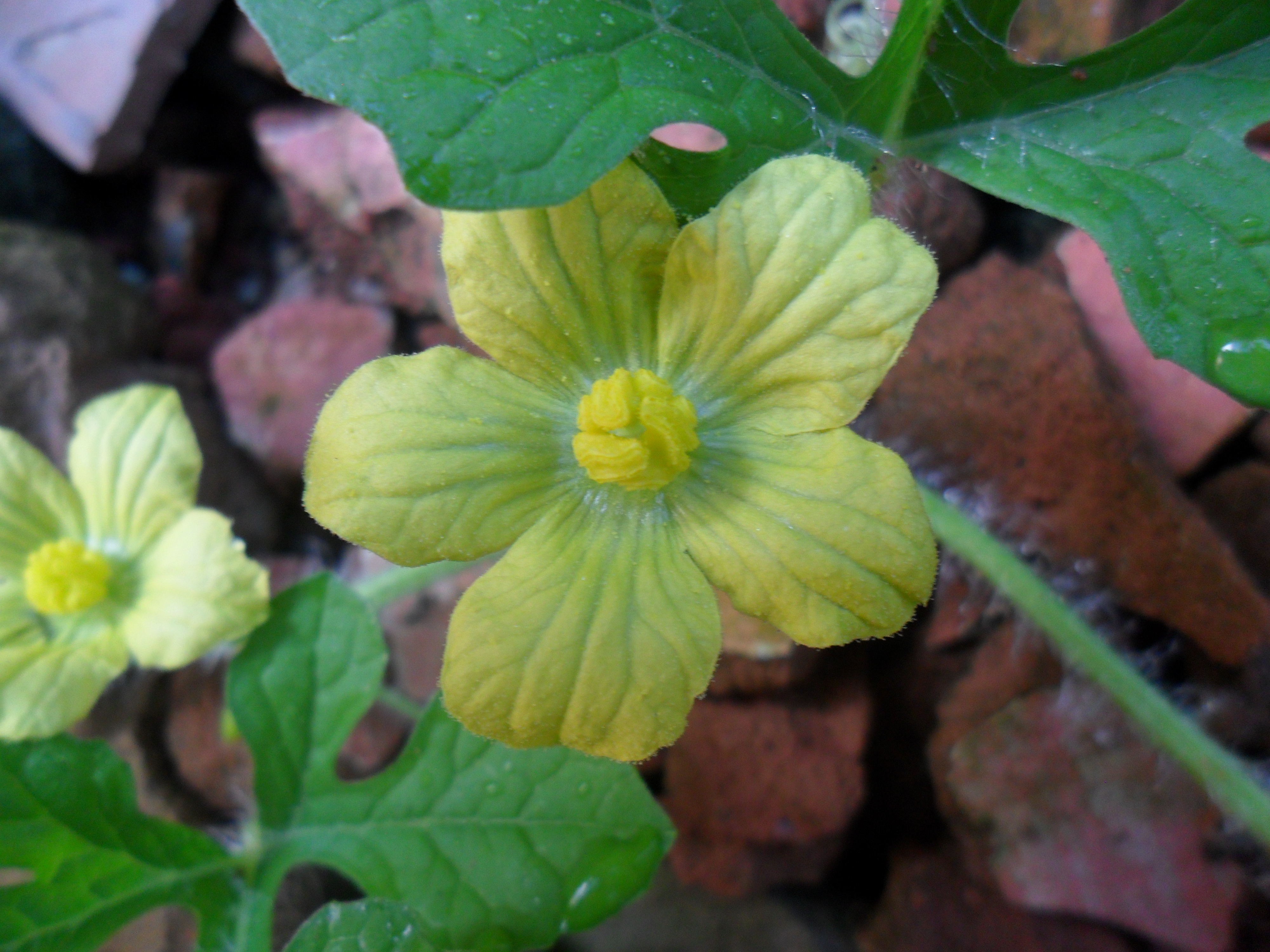
Wassermelone (Citrullus lanatus)

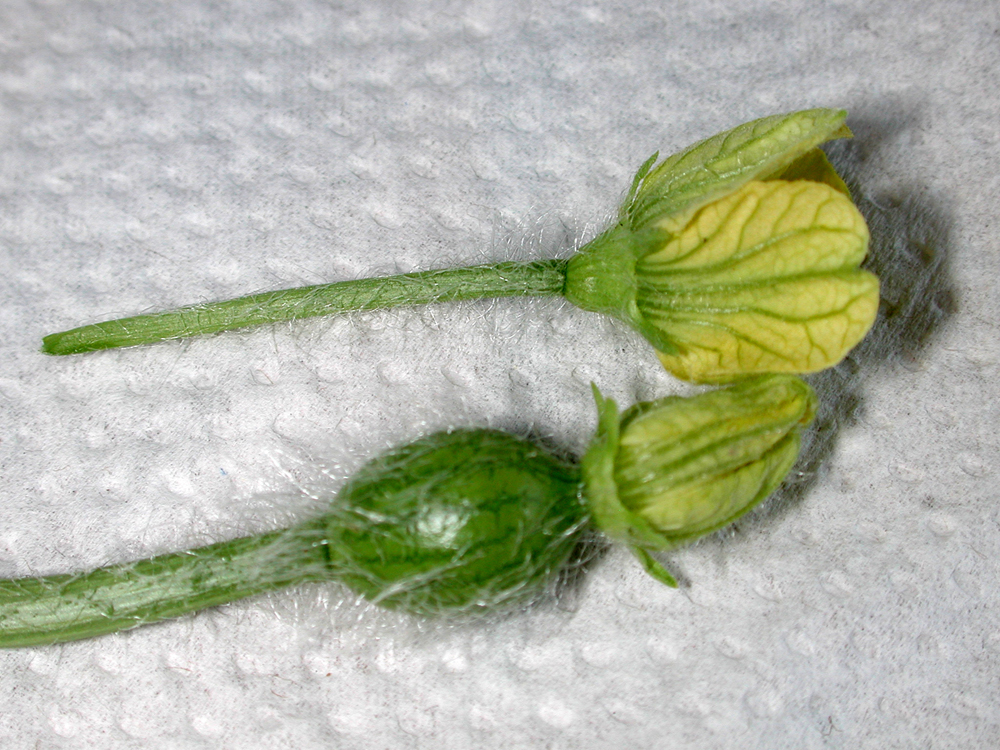
Männliche (oben) und weibliche (unten) Blüte

Die Art ist einhäusig getrenntgeschlechtig (monözisch). Die Blüten stehen einzeln in Achseln der oberen Laubblätter. Sie sind gelb und weniger auffällig als die Blüten der meisten anderen Kürbisgewächse. Die Farbe ist hellgelb, manchmal grün geadert. Die Kronzipfel sind rund 15 Millimeter lang, stumpf und ausgebreitet.
Der Fruchtkern ist saftig mit vielen Kernen. Diese Kerne sind ungiftig und können mitgegessen werden.
Sie werden von einigen Stämmen auch als Heilmittel verwendet.
Die Chromosomenzahl beträgt 2n = 22.
Die Frucht, selbst auch Wassermelone genannt, ist eine meist 20 bis 60 Zentimeter lange und kuglige bis längliche oder zylindrische Panzerbeere. Die Fruchtrinde ist ein bis vier Zentimeter dick und hart, aber nicht beständig. Die Farbe ist meistens hell- bis dunkelgrün, dabei einfarbig, gestreift oder marmoriert. Daneben existieren graugrüne Varianten; einige Sorten weisen gar einfarbig dunkelgelbe oder in Gelbtönen gestreifte Rindenfarbe auf. Das Fruchtfleisch schmeckt süß.
Die meisten Sorten besitzen rotes Fruchtfleisch, es gibt jedoch auch orangefarbene, gelbe und weiße Sorten sowie Landrassen. Die Samen variieren in Farbe (schwarz, braun, rot, grün, weiß), Form und Größe; die Merkmale können zur Identifizierung der Sorten dienen.

## Durchschnittliche Zusammensetzung
Die Zusammensetzung von Wassermelonen schwankt naturgemäß, sowohl in Abhängigkeit von der Sorte und den Umweltbedingungen (Boden, Klima) als auch von der Anbautechnik (Düngung, Pflanzenschutz).
Angaben je 100 g essbarem Anteil:
| Bestandteile  |        |
| ------------- | ------ |
| Wasser        | 90,2 g |
| Eiweiß        | 0,6 g  |
| Fett          | 0,2 g  |
| Kohlenhydrate | 8,3 g  |
| Ballaststoffe | 0,2 g  |
| Mineralstoffe | 0,4 g  |

| Mineralstoffe |        |
| ------------- | ------ |
| Natrium       | 1 mg   |
| Kalium        | 115 mg |
| Magnesium     | 9 mg   |
| Calcium       | 7 mg   |
| Mangan        | 35 µg  |
| Eisen         | 225 µg |
| Kupfer        | 30 µg  |
| Zink          | 85 µg  |
| Phosphor      | 9 mg   |
| Selen         | Spuren |

| Vitamine                 |         |
| ------------------------ | ------- |
| Vitamin A                | 85 µg   |
| Thiamin (Vit. B1)        | 45 µg   |
| Riboflavin (Vit. B2)     | 50 µg   |
| Nicotinsäure (Vit. B3)   | 150 µg  |
| Pantothensäure (Vit. B5) | 1600 µg |
| Vitamin B6               | 70 µg   |
| Folsäure                 | 5 µg    |
| Vitamin C                | 6 mg    |

1 mg = 1000 µg
Der physiologische Brennwert beträgt 159 kJ (= 37 kcal) je 100 g essbarem Anteil.

## Geschichte
Ursprünglich wurden Wassermelonen wegen ihres hohen Wassergehalts angebaut und gelagert, um während trockener Jahreszeiten gegessen zu werden, nicht nur als Nahrungsquelle, sondern auch als Methode zur Wasserspeicherung. Wassermelonenkerne wurden in der Region am Toten Meer in den antiken Siedlungen von Bab edh-Dhra und Tel Arad gefunden. Viele 5000 Jahre alte wilde Wassermelonenkerne (C. lanatus) wurden an der prähistorischen archäologischen Stätte Uan Muhuggiag im südwestlichen Libyen entdeckt. Diese archäobotanische Entdeckung könnte die Möglichkeit unterstützen, dass die Pflanze in der Vergangenheit weiter verbreitet war als in der Gegenwart.
Im 7. Jahrhundert wurden Wassermelonen in Indien kultiviert und hatten bis zum 10. Jahrhundert China erreicht. Die Mauren führten die Frucht auf der Iberischen Halbinsel ein, und es gibt Belege dafür, dass sie in Córdoba im Jahr 961 und auch in Sevilla im Jahr 1158 angebaut wurde. Sie breitete sich nach Norden durch Südeuropa aus, möglicherweise begrenzt in ihrem Vormarsch durch unzureichende Sommertemperaturen für gute Erträge. Die Frucht erschien ab 1600 in europäischen Kräuterbüchern und wurde im 17. Jahrhundert weit verbreitet in Europa als eine geringfügige Gartenfrucht angebaut.
Frühe Wassermelonen waren nicht süß, sondern bitter, mit gelblich-weißem Fruchtfleisch. Sie waren auch schwer zu öffnen. Die moderne Wassermelone, die süßer schmeckt und leichter zu öffnen ist, wurde im Laufe der Zeit durch selektive Züchtung produziert.

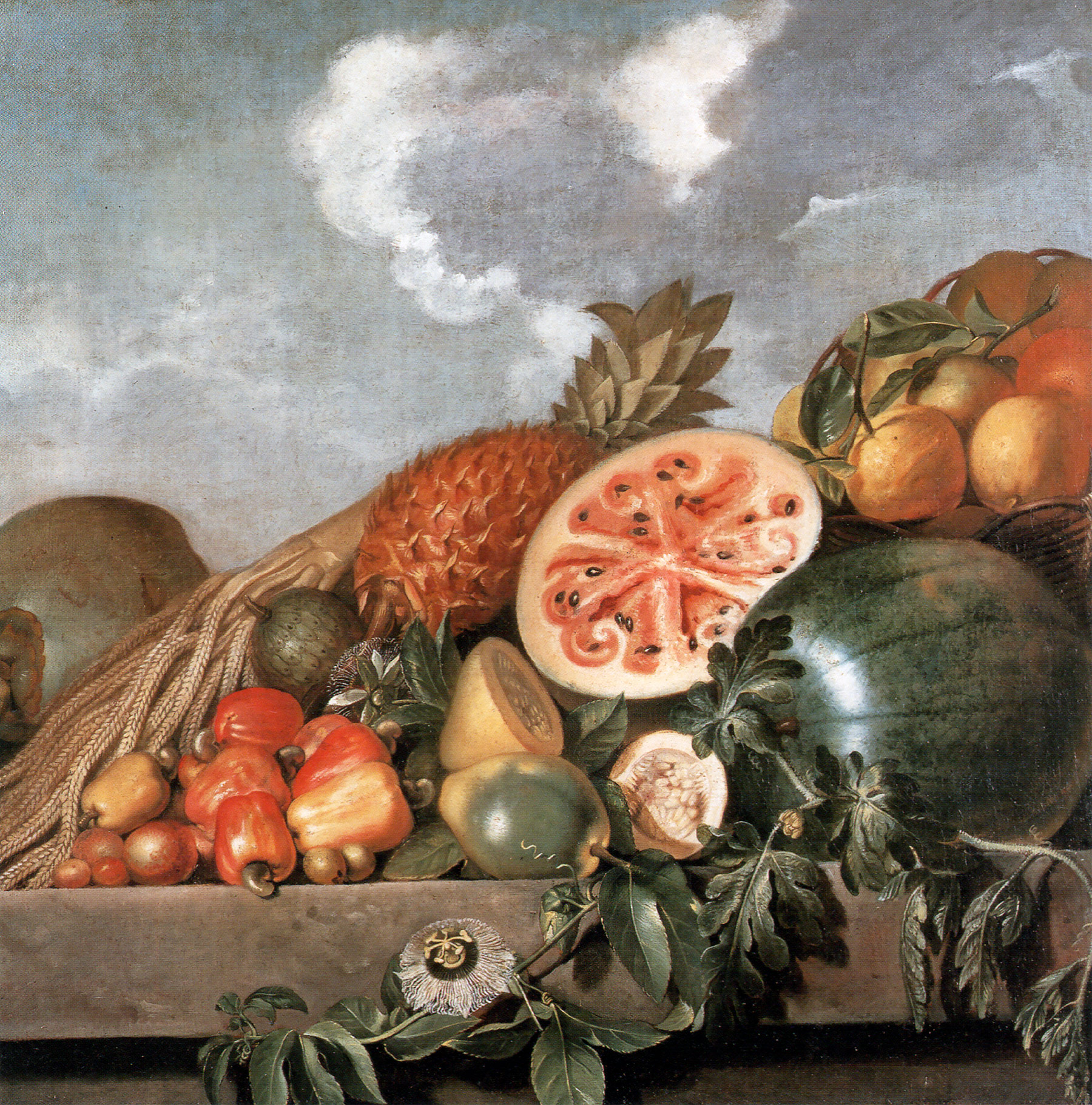
Stillleben mit Wassermelonen, Ananas und anderen Früchten von Albert Eckhout, einem niederländischen Maler, der auch im 17. Jhd. in Brasilien gearbeitet hat.

Europäer führten dann im Zuge der Entdeckung Amerikas die Wassermelone auch in Amerika ein. Spanische Siedler bauten sie in Florida im Jahr 1576 an. In Massachusetts wurde sie bis 1629 angebaut und bis 1650 in Peru, Brasilien und Panama kultiviert. Zur gleichen Zeit bauten amerikanische Ureinwohner die Frucht im Tal des Mississippi und in Florida an. Wassermelonen wurden schnell auf Hawaii und anderen pazifischen Inseln akzeptiert, als sie dort von Entdeckern wie Kapitän James Cook eingeführt wurden. In den Vereinigten Staaten zur Zeit des Bürgerkriegs wurden Wassermelonen häufig von freien schwarzen Menschen angebaut und wurden ein Symbol für die Abschaffung der Sklaverei. Nach dem Bürgerkrieg wurden Schwarze wegen ihrer Verbindung zur Wassermelone verleumdet. Daraus entwickelte sich ein rassistisches Stereotyp, wonach schwarzen Menschen einen angeblich unersättlichen Appetit auf Wassermelonen hätten, eine Frucht, die schon lange mit Faulheit und Unsauberkeit in Verbindung gebracht wurde.
Kernlose Wassermelonen wurden ursprünglich 1939 von japanischen Wissenschaftlern entwickelt, die kernlose triploide Hybriden schaffen konnten, die anfangs selten waren, weil sie nicht über ausreichende Krankheitsresistenz verfügten. Kernlose Wassermelonen wurden im 21. Jahrhundert beliebter und stiegen bis 2014 auf fast 85 % des Gesamtumsatzes von Wassermelonen in den Vereinigten Staaten an.
Die Früchte wurden ursprünglich wohl zuerst wegen der nahrhaften Samen gesammelt, da das Fruchtfleisch der Wildformen bitter ist. Ob damals bereits nichtbittere Formen ausgelesen wurden, ist unbekannt. Die ersten kultivierten Wassermelonen sind aus der Zeit um 2000 v. Chr. aus dem Alten Ägypten und aus Westasien bekannt. Rasch verbreitete sie sich über Zentralasien und Indien, 1000 v. Chr. wurde sie auch in China und Südrussland angebaut. Lange wurde sie vorwiegend in heißen und trockenen Gebieten angebaut, also in den Tropen und im Mittelmeergebiet. Heute wird sie auch in den feuchten Tropen angebaut. Von römischen Autoren wie Plinius oder Columella wird die Wassermelone nicht erwähnt, in den romanischen Sprachen gibt es auch keinen einheitlichen Namen für die Art. Dies deutet auf eine relativ späte Einführung der Wassermelone nach Europa hin. Linguistische Studien lassen vermuten, dass sie im Südwesten Europas von den Arabern eingeführt wurde, in Südosteuropa erst durch die osmanische Expansion. In Nordeuropa wurde sie nie angebaut, hier wird der Name meist aus den Begriffen für Wasser und Melone zusammengesetzt (Tschechisch, alle germanischen Sprachen).

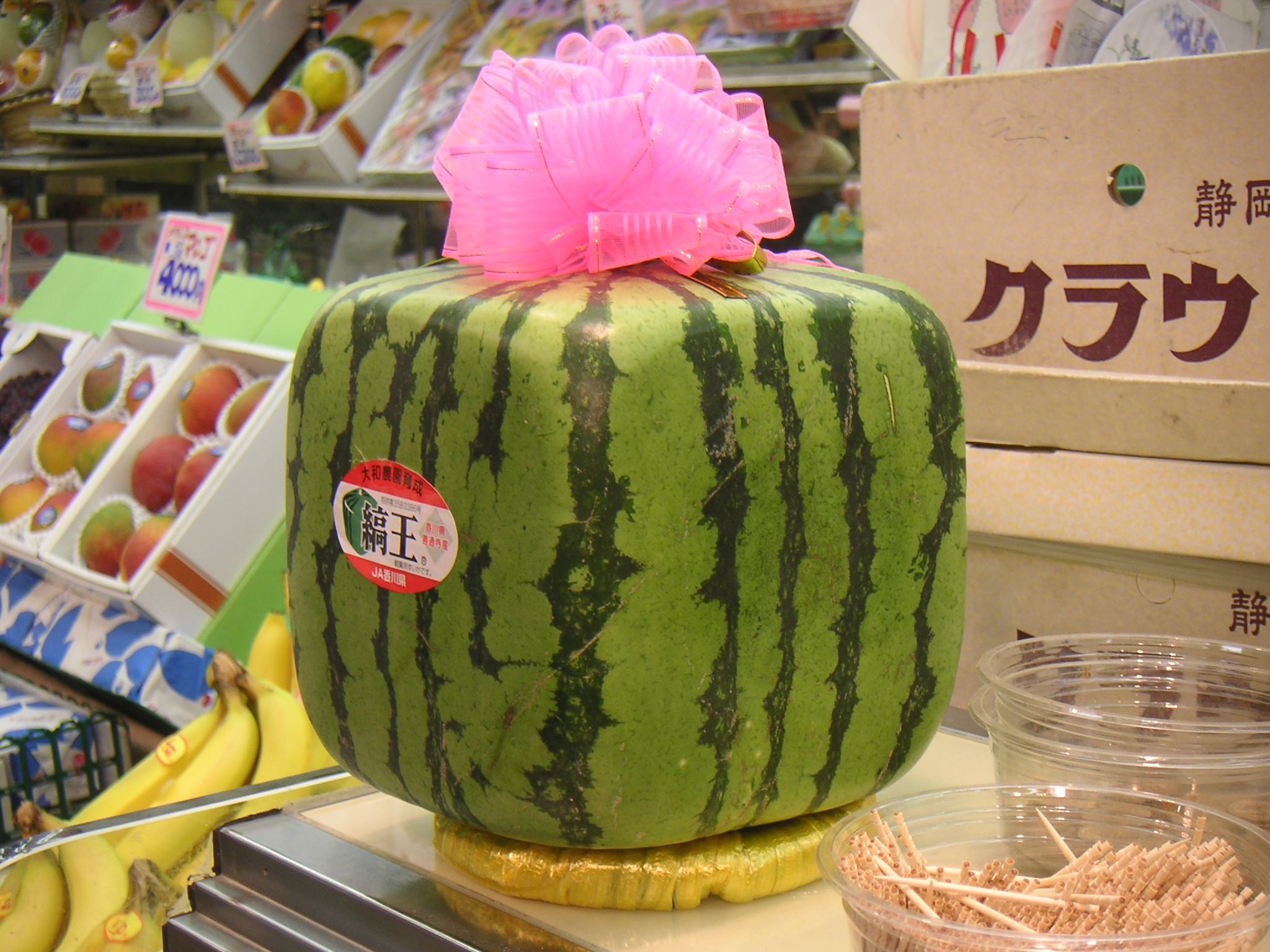
Würfelförmige Wassermelone in einem japanischen Supermarkt

Die kubische Wassermelone wurde von der japanischen Grafikerin Tomoyuki Ono erfunden und im August 1978 in einer Galerie im Stadtviertel Ginza in Tokio ausgestellt. Nach der Ausstellung sollte sie für damals umgerechnet 400 Österr. Schilling (57 D-Mark, heute ca. 28,50 Euro) verkauft werden. Sie meldete dafür in Japan im März 1977 und in den Vereinigten Staaten im Februar 1978 das Patent an.
Die Farben der aufgeschnittenen Wassermelone (rotes Fruchtfleisch, grünweiße Schale und schwarze Kerne) erinnern an die Farben der palästinensischen Flagge, weshalb die Frucht zum politischen Symbol für eine propalästinensische Haltung und bei Demonstrationen oder in sozialen Netzwerken als Ersatz für die palästinensische Flagge gilt, wenn diese verboten ist.

## Verbreitung

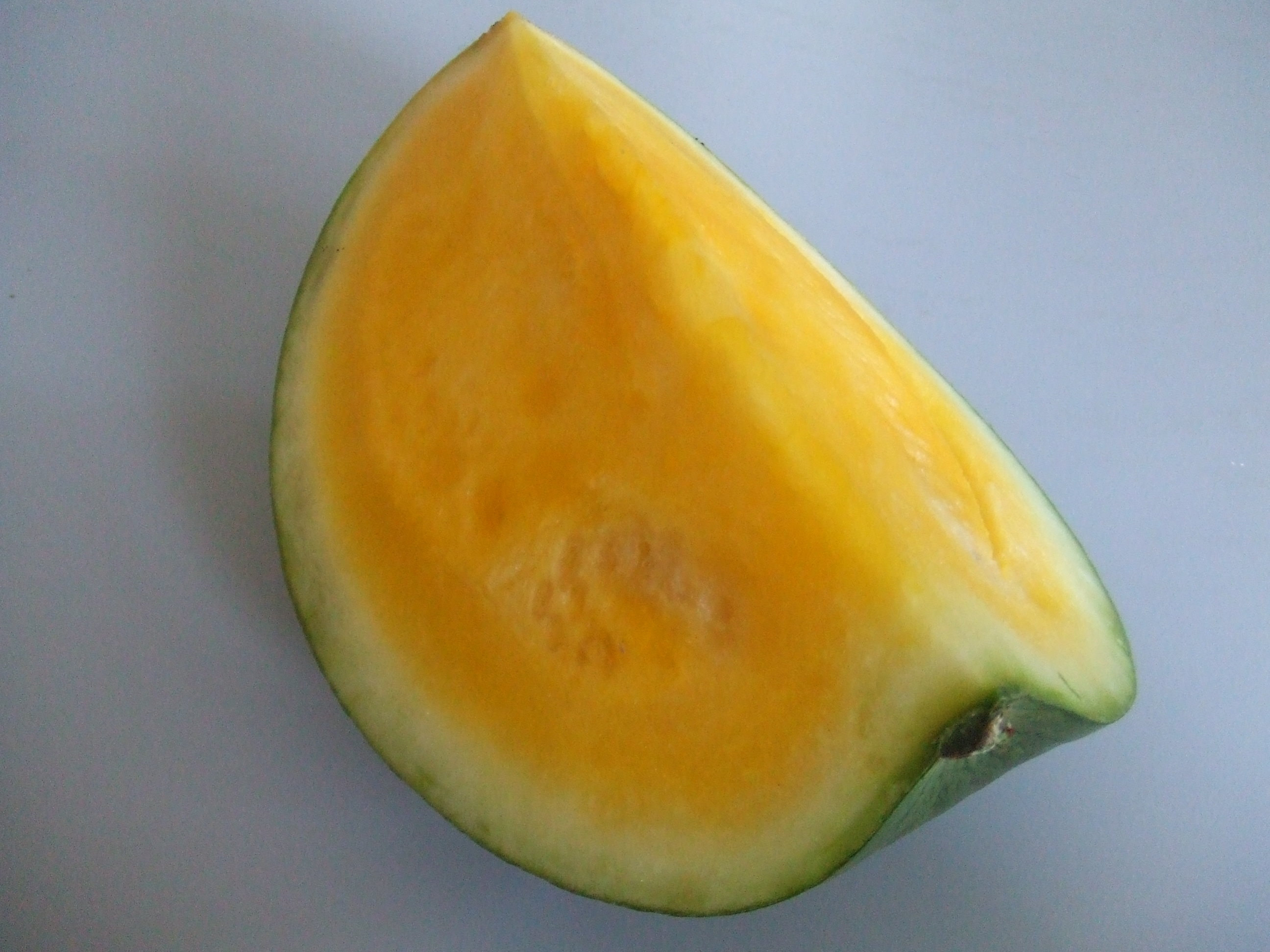
Wassermelone mit gelbem Fleisch

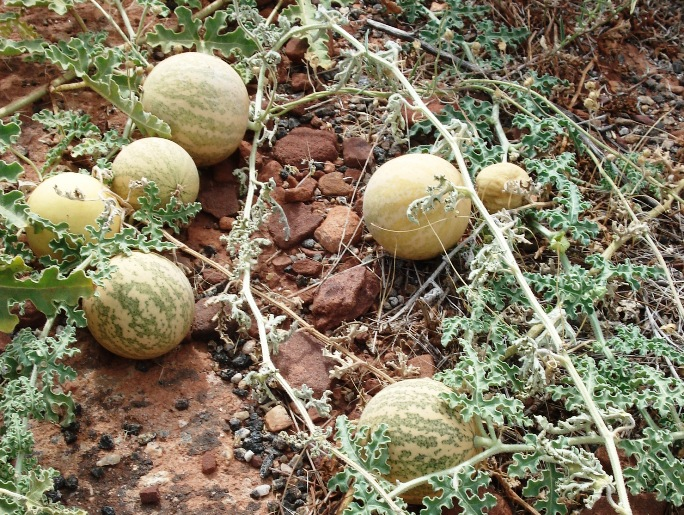
Verwilderte Wassermelonen in Australien

Die Wildformen stammen ursprünglich aus dem tropischen Westafrika und nicht, wie lange Zeit angenommen, aus Südafrika. Heutzutage sind die Wildformen im zentralen Afrika weit verbreitet. Die Pflanzen sind relativ trockenresistent und wachsen am besten auf fruchtbarem, sandigem Boden an heißen, sonnigen, trockenen Standorten.
Die Kulturformen werden heute weltweit in den tropischen und subtropischen Gebieten angebaut. In den Gebieten, in denen die Wassermelone angebaut wird, kann sie auch verwildern. Dies ist vor allem in Madagaskar und Australien der Fall. In Teilen West-Australiens gilt sie sogar als Plage. In Österreich kommt sie selten auf Ruderalstandorten, besonders Mülldeponien, in den warmen Klimalagen unbeständig verwildert vor.

## Systematik
Innerhalb der Art werden unterschiedliche Varietäten unterschieden:
- Citrullus lanatus subsp. vulgaris var. vulgaris (Schrad.) Fursa ist die kultivierte Wassermelone[21]
- Citrullus lanatus subsp. vulgaris var. cordophanus (Ter-Avan.) Fursa ist die gemäß neuen Untersuchungen[21] angenommene Wildform der heutigen süßen Dessert-Wassermelone. Sie stammt aus dem nordöstlichen Afrika (Sudan).[22]
- Citrullus lanatus var. caffer: Diese bittere, ungenießbare Unterart wird heute der Art Citrullus amarus zugerechnet.
- Citrullus lanatus var. citroides (L. H. Bailey) Mansf. umfasst die wilden Formen. Heute werden diese Formen der Art Citrullus amarus zugerechnet.[23]
- Citrullus lanatus var. mucosospermus: dies ist die westafrikanische Egusi-Wassermelone. Heute wird sie der Art Citrullus mucosospermus (Fursa) Fursa zugerechnet.

Die heutige Taxonomie befindet sich aufgrund neuer phylogenetischer Analysen einerseits sowie aufgrund der Aufarbeitung von zum Teil jahrzehntealten Falschzuschreibungen von Exemplaren in Herbarien sowie einer Vielzahl an Synonymen andererseits im Wandel.

### Citrullus lanatussubsp.vulgarisvar.lanatus(Dessertwassermelone)
Die Früchte der kultivierten Wassermelone können bis zu 100 kg schwer werden, meist jedoch wiegen sie 4 bis 25 kg. Es gibt eigene „Kühlschrank“-Sorten, die nur rund ein Kilogramm wiegen, also bequem in einen Kühlschrank passen. Eine dieser Sorten ist 'Sugar Baby' mit kleinen, dunkelgrünen, kugeligen Früchten, die seit 1956 auf dem Markt ist. In den USA gezüchtete Sorten, die jedoch auch in Afrika und Asien weit verbreitet sind, sind 'Charleston Grey' und 'Crimson Sweet'. 'Accra', 'Anokye' und 'Volta' sind typische afrikanische Sorten, 'Arka Jyoti' und 'Tarbuj' indische.
Samenlose Sorten können erzeugt werden, seit Kihara 1951 entdeckte, dass triploide Wassermelonen praktisch keine Samen bilden. Dazu werden künstlich tetraploide Pflanzen erzeugt, die als Mutterpflanzen dienen und mit Pollen von diploiden Pflanzen bestäubt werden. Die entstehenden triploiden F1-Hybriden sind steril, bilden jedoch bei Bestäubung die samenlosen Früchte. Die triploiden Sorten haben sich auf dem Markt in vielen Staaten weitgehend durchgesetzt; so betrug ihr Marktanteil in den USA im Jahr 2014 bereits 85 %.

### Citrullus lanatusvar.citroides

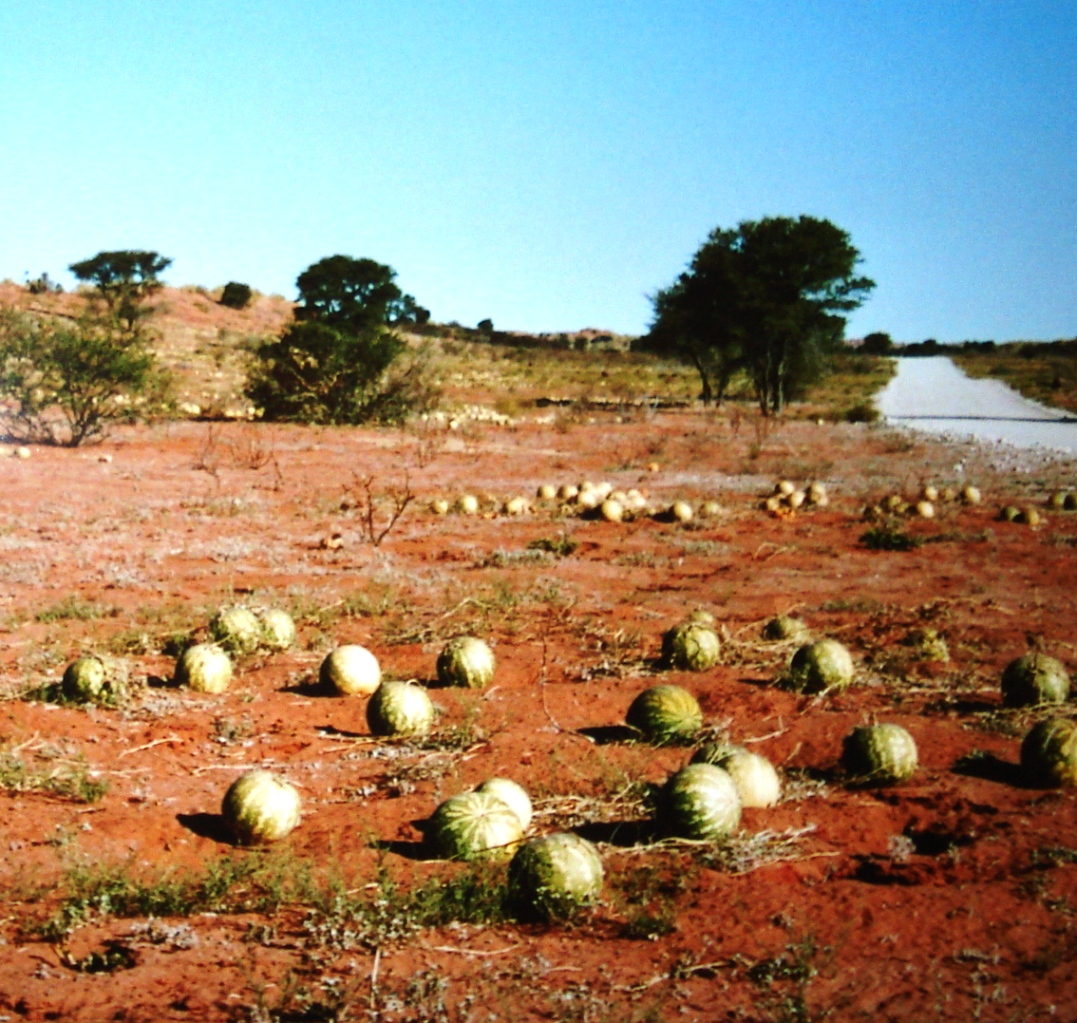
Tsamma-Melonen in der Kalahari

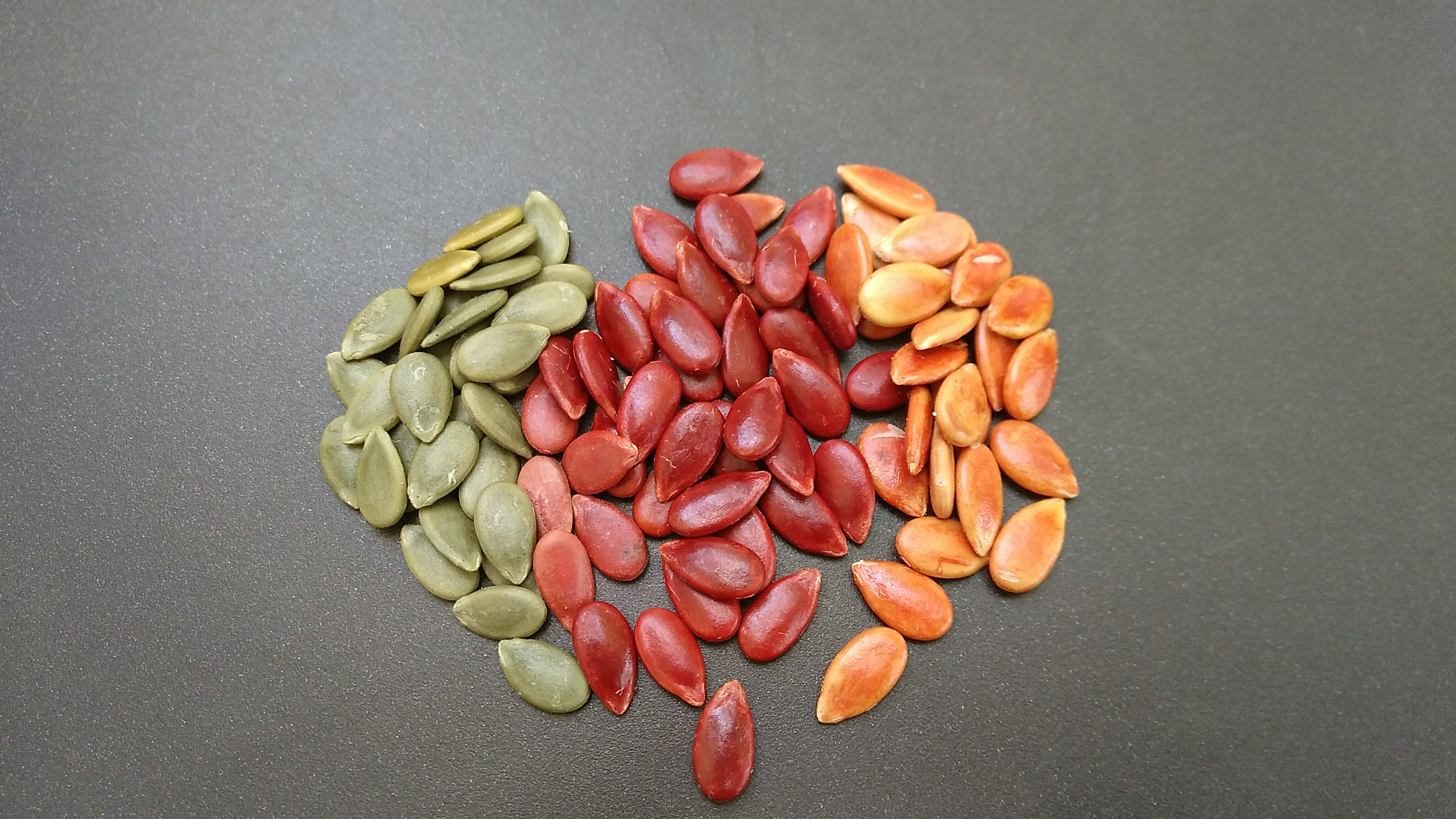
Verschiedenfarbige Samen von Citrullus lanatus var. citroides

Die Wildform wird auch Tsamma-Melone oder Zitronenmelone genannt. Die Früchte haben weißes oder hellgrünes Fleisch. Es gibt neben den bitteren Wildformen auch kultivierte Formen, die schal bis bitter schmecken. Die Fruchtrinde wird eingelegt oder zu Konserven verarbeitet, der Rest ans Vieh verfüttert. Die Samen sind groß und verschiedenfarbig, grün, orange oder rot. In Frankreich wird sie Gigérine oder Gingérine sowie Pastèque à confiture genannt; ihr roh ungenießbares Fruchtfleisch wird für Konfitüren, Kuchen und ähnliches verwendet. Der Samenertrag kann bei 500 kg bis 700 kg pro Hektar liegen.

### Citrullus lanatusvar.mucosospermus
Diese Unterart, in Afrika vielfach egusi genannt, wird nur im Hinblick auf ihre Samen angebaut. Die Samen, die nicht bitter sind, werden geröstet, gegessen oder zu Mehl vermahlen. Sie sind protein- und fettreicher und haben keine harte Schale; das bittere Fruchtfleisch kann nicht gegessen werden. Das Öl aus den Samen wird zum Kochen verwendet, aus dem proteinreichen Presskuchen werden frittierte Samenbälle gemacht. Lokale Landrassen sind 'Aketewa' und 'Nerri' in Ghana sowie 'Bara' und 'Serewe' in Nigeria. Heute wird für diese Unterart die Bezeichnung Citrullus mucosospermus (Fursa) Fursa empfohlen.

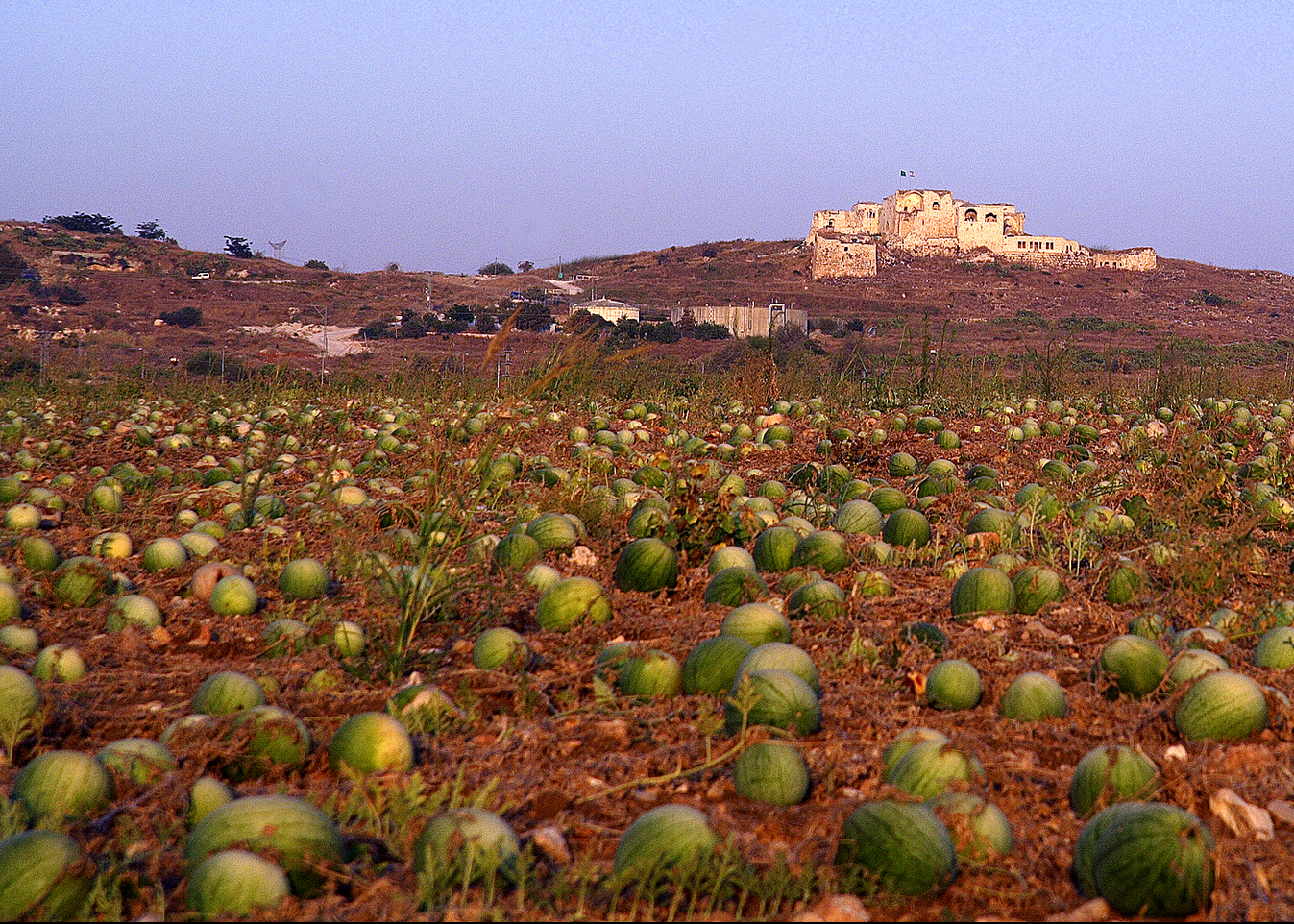
Reifende Wassermelonen 2007 vor Burg Mirabel in Rosch haʿAjin, Israel

## Wirtschaftliche Bedeutung

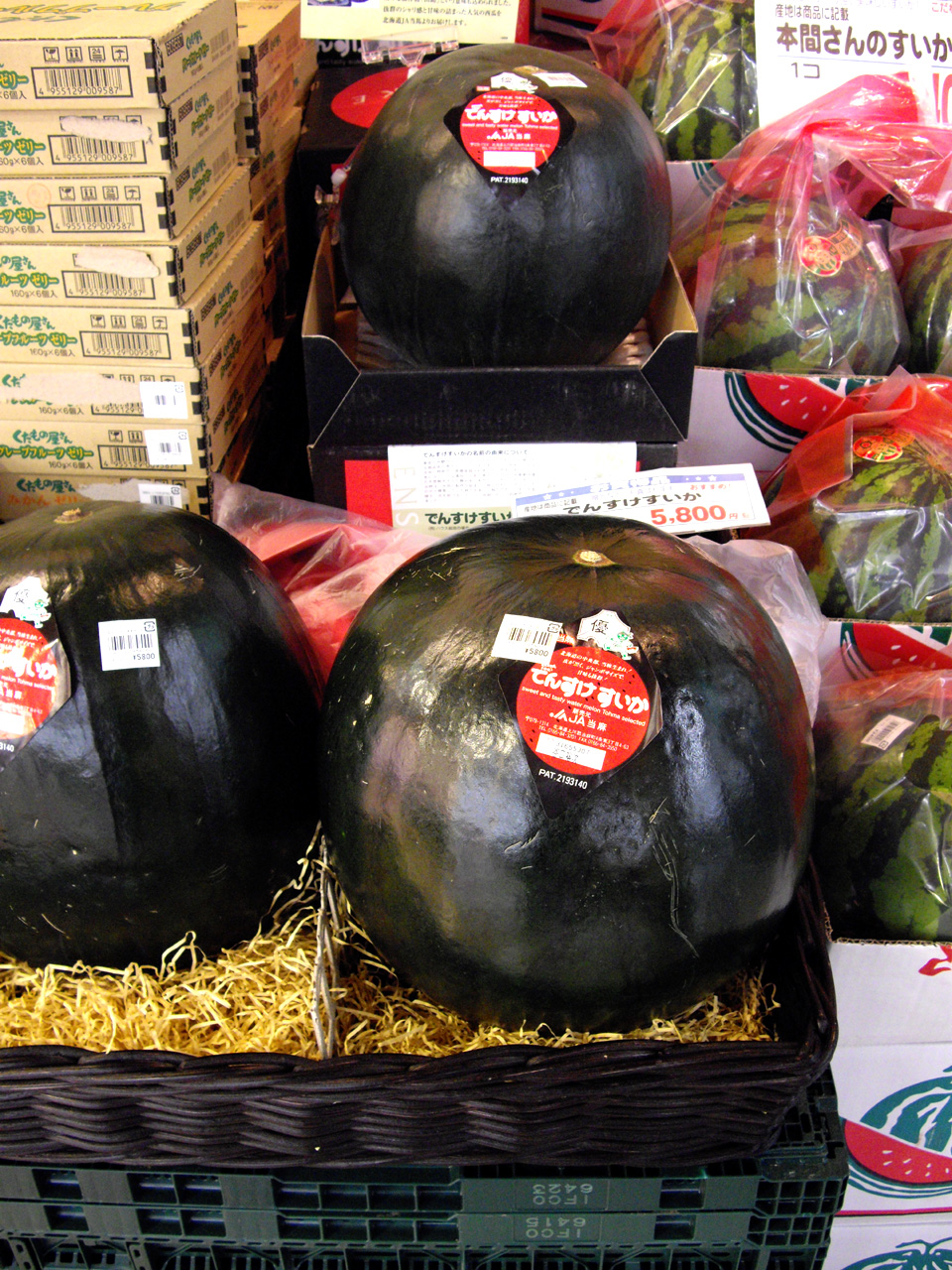
Schwarze Densuke-Wassermelone

2023 wurden laut der Ernährungs- und Landwirtschaftsorganisation FAO weltweit 104.932.071 t Wassermelonen geerntet.
Folgende Tabelle gibt eine Übersicht über die 10 größten Produzenten von Wassermelonen weltweit, die insgesamt 79 % der Gesamtmenge produzierten.
| Rang | Land                | Menge (in t) |
| ---- | ------------------- | ------------ |
| 1    | Volksrepublik China | 63.821.304   |
| 2    | Indien              | 3.626.000    |
| 3    | Türkei              | 3.147.921    |
| 4    | Algerien            | 2.507.140    |
| 5    | Brasilien           | 1.781.971    |
| 6    | Russland            | 1.770.123    |
| 7    | Vereinigte Staaten  | 1.578.259    |
| 8    | Usbekistan          | 1.572.144    |
| 9    | Pakistan            | 1.507.339    |
| 10   | Senegal             | 1.492.962    |
|      | Top Ten             | 82.909.574   |
|      | restliche Länder    | 22.022.497   |

Größter Produzent war 2023 China. Hier wurden 2023 fast zwei Drittel (60,9 %) der Welternte eingebracht.
2023 wurden in Europa insgesamt 5.386.633 Tonnen geerntet. Die größten Produzenten der EU waren Spanien, Italien und Griechenland.
Im Jahr 2023 waren weltweit 3.042.931 Hektar Produktionsfläche mit Wassermelonen bepflanzt. Der durchschnittliche Hektarertrag betrug 34.484 hg/ha, dies entspricht 34,5 t/ha.
Auch in Deutschland gibt es kleinere Anbaugebiete, z. B. am Süßen See westlich von Halle (Saale).

## Nutzung
Die Früchte werden als erfrischendes und durstlöschendes Gemüse gegessen. In der Kalahari und anderen Trockengebieten Afrikas war sie jahrhundertelang eine wichtige Wasserquelle für die Menschen. Meist werden die Früchte roh verspeist, in Afrika manchmal auch gekocht. Die Rinde kann (auch mit dem Fruchtfleisch) eingelegt oder kandiert werden. Zwischen Fruchtfleisch und Schale befindet sich ein weißer Rand. Je reifer die Früchte sind, desto kleiner ist dieser Rand. Dieser weiße Anteil ist essbar und enthält wertvolle Stoffe, zum Beispiel die Vitamine C und B6. In den südlichen Gebieten der früheren Sowjetunion wird der Saft der Früchte zu einem alkoholischen Getränk vergoren oder zu einem süßen Sirup eingekocht.
Die Samen werden in Indien gemahlen und zu Brot gebacken. Im Nahen und Mittleren Osten werden die Samen geröstet gegessen. In China, wo die Nutzung der Samen im Vordergrund steht, wurden Sorten mit extragroßen Samen gezüchtet. Aus den Samen kann zudem das hauptsächlich als Kosmetikzusatz sowie seltener als Salatöl und Lampenöl genutzte Ootangaöl bzw. Wassermelonenkernöl gewonnen werden. Auch in der europäischen Medizin des Mittelalters wurden die Samen (semina citrulli) als überschüssiges „Phlegma“ abführendes Mittel eingesetzt.

## Gefahren
Humanpathogene Krankheitserreger (beispielsweise aus dem Kot von Wildtieren stammend) können in Pflanzen allgemein über Wurzeln, Stängel, Blätter, Sprossen und Früchte eindringen, diese infizieren und sich dort vermehren. Fraß oder Saugstiche von Insekten können ebenso Eintrittspforten sein.
Laut einer Pressemeldung des Bundesinstituts für Risikobewertung (BfR) können im aufgeschnittenen Zustand längere Zeit gelagerte Wassermelonen gefährliche Krankheitserreger wie Salmonellen, Listerien oder EHEC (Enterohämorrhagische Escherichia coli) übertragen. Wird die Außenschale bei der Produktion, beim Transport oder bei der Lagerung mit Krankheitserregern verunreinigt, so können diese Erreger beim Aufschneiden das säurearme Fruchtfleisch infizieren und werden sich bei zu warmer oder zu langer Lagerung relativ schnell vermehren. „Zum Schutz vor Infektionen sollten Verbraucher vorgeschnittene Melonen deshalb rasch verzehren oder kühlen.“ Schwangere, Kleinkinder, alte und kranke Menschen sollten auf den Verzehr aufgeschnittener Melonen, die mehrere Stunden bei Raumtemperatur aufbewahrt wurden, vorsorglich verzichten. Im Jahr 2011 erkrankten nach dem Verzehr von verunreinigten Cantaloupe-Melonen in den USA mindestens 147 Menschen an einer Infektion durch Listeria monocytogenes; in der Folge starben 33 Menschen und eine Schwangere erlitt eine Fehlgeburt. Der Verzehr von importierten Wassermelonen Ende 2011 löste in Deutschland, dem Vereinigten Königreich und in Irland einen Salmonellen-Ausbruch aus.

## Trivialnamen
Für die Wassermelone (lateinisch auch Anguria genannt) bestehen bzw. bestanden auch die weiteren deutschsprachigen Trivialnamen Angurie, Citrulle, Wasserpäddem (Siebenbürgen). In älteren Texten wurden Flaschenkürbis, Wassermelone und Zuckermelone wohl gelegentlich ohne scharfe Unterscheidung mit lateinisch Cucurbita bezeichnet.

## Filme
- Bunt, gesund und manchmal rund, Wassermelone – Brokkoli, arte-Dokumentation, 2015